# 桿秤

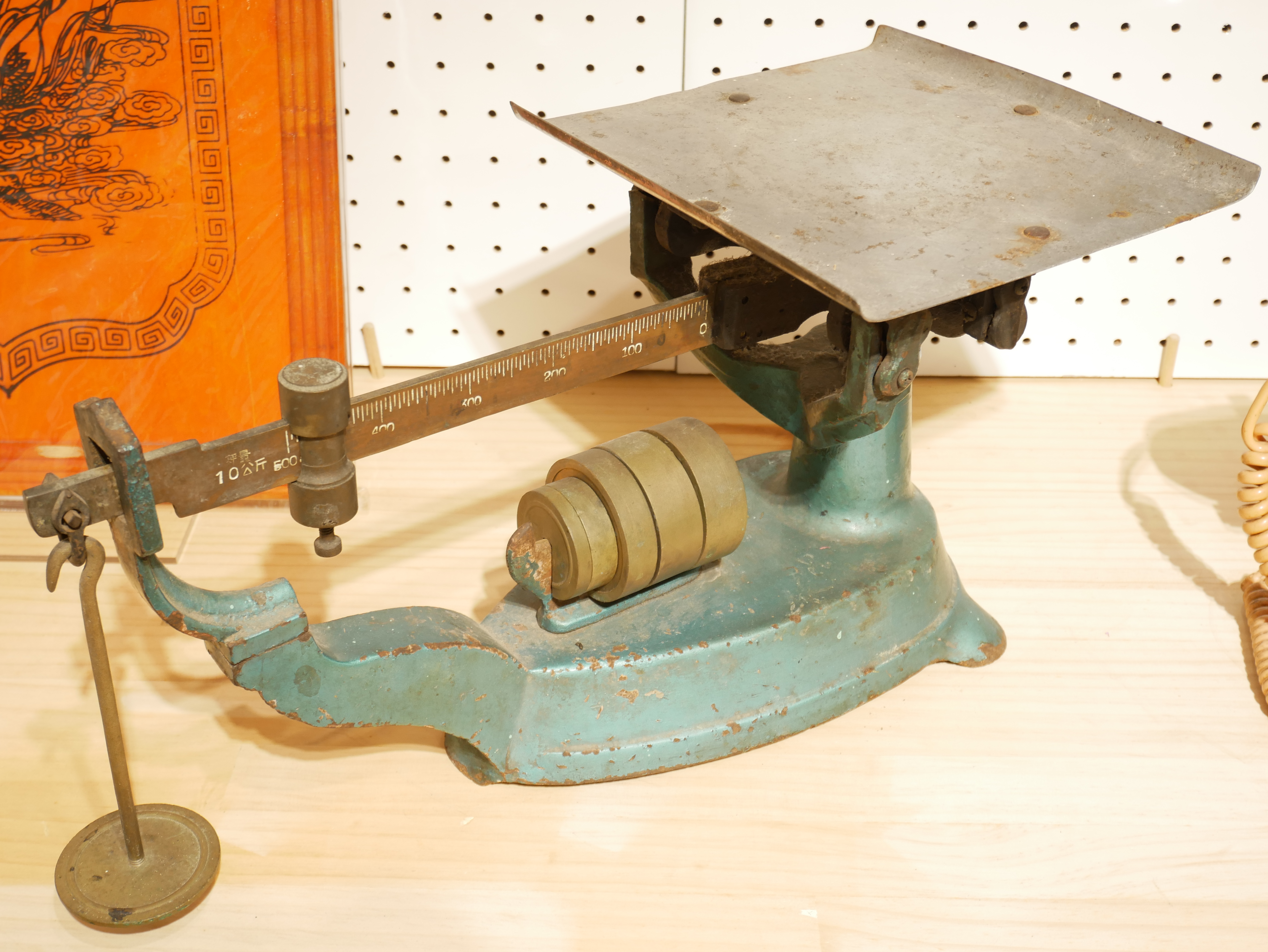
大稻埕大華行鴨母秤，屬於一種桿秤

桿秤（英語：steelyard balance，steelyard，stilyard）又称提秤、吊秤，是傳統的量重工具，多用於菜市場。桿秤的主體為木或竹桿，一端有一大鈎，另一端掛有重物（秤砣）。將要量的東西掛在鈎上，移動秤砣使兩邊達至平衡並讀取讀數。
天平需要多個墜物（砝碼）；桿秤則使用槓桿原理，只需使用一個（秤砣），調整亦較快速。

## 文化
教授兒童的《數字歌》中以「秤鈎五」形容「5」字也是源於其形狀。建築用的塔式起重機香港俗稱「天秤」。

## 俗語及歇後語
- 秤不離砣：形容兩樣事物經常一起出現
- 吃了秤砣：鐵了心

## 另見
- 計重秤
- 天平
- 九兩秤
- 公秤
- 电子秤